# 조경자
조경자(曺敬子, 1940년 7월 29일 ~ )는 대한민국의 탁구 선수였다. 1959년 3월 독일 도르트문트 세계선수권 대회에서 단체전 은메달을 획득하였다.